# Фомин, Виктор Николаевич
Виктор Николаевич Фомин — советский хозяйственный, государственный и политический деятель, Герой Социалистического Труда.

## Биография
Родился в 1927 году в городе Кременчуг Кременчугского округа Полтавской губернии. Член КПСС.
С 1954 года — на хозяйственной, общественной и политической работе. В 1954—1997 гг. — инженер, ведущий конструктор, начальник лаборатории, начальник отдела Научно-исследовательского института № 20/Научно-исследовательского электромеханического института Министерства радиопромышленности СССР/«Концерна воздушно-космической обороны „Алмаз-Антей“».
Указом Президиума Верховного Совета СССР от 10 июня 1985 года присвоено звание Героя Социалистического Труда с вручением ордена Ленина и золотой медали «Серп и Молот».
Государственная премия СССР (1976).
Умер в Москве в 2000 году.